# Aïn Kercha
Aïn Kercha är en ort i Algeriet.   Den ligger i provinsen Oum El Bouaghi, i den norra delen av landet, 300 km öster om huvudstaden Alger. Aïn Kercha ligger 819 meter över havet och antalet invånare är 32 497.
Terrängen runt Aïn Kercha är platt söderut, men norrut är den kuperad.Runt Aïn Kercha är det ganska tätbefolkat, med 93 invånare per kvadratkilometer. Närmaste större samhälle är Aïn Fakroun, 16,8 km öster om Aïn Kercha. Omgivningarna runt Aïn Kercha är i huvudsak ett öppet busklandskap.